# Oxuderces dentatus
Oxuderces dentatus is een straalvinnige vissensoort uit de familie van grondels (Gobiidae). De wetenschappelijke naam van de soort is voor het eerst geldig gepubliceerd in 1850 door Eydoux & Souleyet.